# 서울 약수사 지장시왕도
약수사 지장시왕도(藥水寺 地藏十王圖)는 서울특별시 관악구 약수암 1길 28, 대한불교조계종 약수사에 있는 조선시대의 불화이다. 2018년 2월 8일 서울특별시의 문화재자료 제71호로 지정되었다.

## 지정 사유
약수사 대웅전의 후벽 좌측에 봉안되어있는 지장시왕도는 장황하는 과정에서 화기의 일부가 잘려나가 원래의 봉안처를 알 수는 없지만, 『봉은사본말사지』에도 계은 봉법(繼恩 奉法)이 1914년 조성한 지장탱이 기록되어 있는 것으로 보아, 1943년 이전부터 약수사에 봉안되어 있었을 것으로 추정된다.
제작자인 계은 봉법(繼恩奉法)과 한곡 긍법(漢谷肯法)은 19세기 후반부터 많은 불화를 제작하였고 경기도 불화의 화풍을 주도한 대표적 화승들이다.
약수사 지장시왕도는 개칠이 없고 원형이 잘 유지되고 있으며 일제강점기에 제작된 불화이나 전통 불화의 도상을 충실히 계승하고 있으며, 필선이나 채색 등의 화풍도 20세기 전반기 불화 중 우수한 작품으로 판단되어 시 문화재 자료로 지정하여 보존할 필요성이 있다.

## 조사보고서
관악산 남록에 위치한 약수사는 현재 대한불교 조계종의 직할사찰이다. 산이 높지는 않으나 절 옆으로 수량이 비교적 풍부한 계곡을 끼고 있다. 『봉은사본말사지(奉恩寺本末寺誌)』(1943년 안진호(安震湖)편찬)에 의하면 약수사는 1840년경 처사 김모씨가 모옥(茅屋) 3칸을 지어 창건하였다고 하며, 1880년 명성황후(明成皇后)의 후원으로 법당을 지었다. 1923년 화재가 발생하여 당시 주지인 최영원(崔永源)스님이 법당을 중건하였고, 1934년 칠성각을 중건하였다고 한다. 이후 1970년 묘희(妙喜)스님이 대웅전을 중수하고 1998년 설법전을 건립하였다.
지장시왕도는 대웅전의 후벽 좌측에 봉안되어 있다. 장황시 화기의 일부가 잘려 원래의 봉안처를 알수는 없지만, 『봉은사본말사지』에도 계은 봉법(繼恩 奉法)이 1914년 조성한 지장탱이 기록되어 있는 것으로 보아, 1943년 이전부터 약수사에 봉안되어 있었음을 알 수 있다. 이 지장시왕도는 면바탕에 그려졌다. 조선시대 말기부터 불화의 바탕재로 면이 많이 사용되었다.
화면의 왼쪽에서 95.2cm 위치인 천녀의 얼굴부분에서 화폭을 이어 꿰맨 바늘땀이 있다. 정방형의 화면에 지장보살을 중심으로 협시인 도명존자와 무독귀왕, 그리고 시왕, 판관, 녹사, 천녀 등 권속들이 3단으로 좌우에 배치되어 있다. 중앙의 지장보살은 연꽃대좌에 앉아 양손으로 투명한 보주를 감싸고 있는데, 이러한 손모양은 19세기 이후 지장보살도에서 흔히 보이는 자세이다. 광배는 모두 원형이며, 신광에는 조선말기에 특히 유행한 광선문양이 표현되어 있다.
지장보살의 머리는 성문비구형(聲聞比丘形)이며 원만하고 적정한 얼굴에 이목구비가 단정하게 묘사되어 있다. 시왕과 녹사 등의 권속들은 주름과 음영 표현으로 웃거나, 놀라거나, 인상을 찌푸리는 등 다양한 표정을 연출하고 있다. 시왕은 양손으로 각기 홀(笏)을 잡고 있는데 그 안에 자신의 이름(뎨삼송졔디왕 등)이 한글로 적혀있다. 채색은 적색이 주조색이며 얼굴 및 옷주름 등 필선은 깔끔하고 명료하다. 두광 외연의 청색과 내부의 녹색 부분에 습기로 인한 얼룩 외에 대체로 보존 상태는 양호한 편이다. 작은 규모이지만 구도 및 각 존상의 모습 등 전통적인 지장시왕도의 도상을 계승하고 있으며, 조선 말기 경기도 지방 불화의 양식을 잘 반영하고 있는 등 20세기 불화 중 우수한 작품으로 볼 수 있다.
화기에도 있듯이 이 불화는 계은 봉법(繼恩奉法)과 한곡 긍법(漢谷肯法)이 제작하였다. 봉법은 19세기후반부터 금보암 신중도(1866), 경선 응석(慶船 應釋)과 함께 개운사 괘불도(1879) 등 수십점의 불화를 제작하였으며, 긍법 역시 수화승 동호 진철(洞湖震徹)과 함께 전등사 현왕도, 응석과 함께 남양주 흥국사 신중도(1883) 등 많은 불화를 제작한 경기도 불화의 화풍을 주도한 대표적 화승들이다.
[ 畵記 ]
京畿道始興郡三〇〇

大正三年甲寅陰十月〇

一軸奉安于 緣〇〇

證明淵擬淨絢

誦呪比丘元成

金魚繼恩奉法

片手漢谷肯法

供司比丘奉善

鐘頭比丘法成

別座比丘周善

都監月峯雲起

化主信女丙午生白氏

信女己卯生金〇

施主秩信女癸卯〇〇〇

信士癸卯生咸〇

長子辛未生咸〇

乾命戊午生方〇

信女丙寅生金〇

乾命甲申生〇〇

信女庚戌生金?

信女辛酉生安〇

信女壬申生方〇

信士任子生林?〇

바탕재는 기존 알려진 비단이 아니라 폭이 95.2cm 내외의 면이다. 두광 일부에 얼룩이 있고, 표면에 약간의 긁힘과 물감이 묻어 있으나 전반적으로 양호한 상태로 보존되어 있다. 가채 등이 없고 원형이 잘 유지되어 있다. 일제강점기에 제작된 불화이나 전통 불화의 도상을 계승하고 있으며, 필선이나 채색 등의 화풍도 20세기 전반기 불화 중 우수한 작품으로 판단되어 문화재자료로 지정하는 것이 타당하다.

## 참고 문헌
- 약수사 지장시왕도 - 국가유산청 국가유산포털